# Bernadets
Bernadets is een gemeente in het Franse departement Pyrénées-Atlantiques (regio Nouvelle-Aquitaine) en telt 519 inwoners (1999). De plaats maakt deel uit van het arrondissement Pau.

## Geografie
De oppervlakte van Bernadets bedraagt 3,7 km², de bevolkingsdichtheid is 140,3 inwoners per km².
De onderstaande kaart toont de ligging van Bernadets met de belangrijkste infrastructuur en aangrenzende gemeenten.

## Demografie
Onderstaande figuur toont het verloop van het inwonertal (bron: INSEE-tellingen).